# 성산구의 행정 구역
성산구의 행정 구역은 46개의 법정동을 8개의 행정동으로 관리하고 있다. 성산구의 면적은 82.09km2이며, 인구는 2012년 7월 1일을 기준으로 247,296명 / 85,284세대이다.

## 행정 구역
| 행정동   | 핸자     | 면적  | 세대   | 인구    | 행정 구역       |
| -------- | -------- | ----- | ------ | ------- | --------------- |
| 반송동   | 盤松洞   | 2.06  | 16,202 | 49,994  | 성산구 행정구역 |
| 중앙동   | 中央洞   | 4.87  | 10,750 | 23,358  | 성산구 행정구역 |
| 상남동   | 上南洞   | 1.14  | 10,756 | 34,105  | 성산구 행정구역 |
| 사파동   | 沙巴洞   | 8.06  | 19,237 | 57,443  | 성산구 행정구역 |
| 가음정동 | 加音丁洞 | 2.89  | 15,438 | 45,580  | 성산구 행정구역 |
| 성주동   | 聖住洞   | 24.94 | 8,956  | 28,993  | 성산구 행정구역 |
| 웅남동   | 熊南洞   | 38.13 | 3,945  | 12,486  | 성산구 행정구역 |
| 용지동   | 龍池洞   |       | 13,789 | 37,063  | 성산구 행정구역 |
| 성산구   | 城山區   | 82.09 | 85,284 | 251,959 | 성산구 행정구역 |

## 법정동
| 읍면동   | 법정동·리                                                                                             |
| -------- | --- |
| 가음정동 | 가음동, 가음정동, 남양동, 대방동(일부)                                                                |
| 반송동   | 반림동, 반송동(일부), 반지동,퇴촌동(일부)                                                             |
| 사파동   | 남산동, 사파동, 사파정동, 토월동,대방동(일부)                                                         |
| 상남동   | 상남동                                                                                                |
| 성주동   | 불모산동, 삼정자동, 성주동, 안민동, 천선동                                                            |
| 웅남동   | 귀곡동, 귀산동, 귀현동, 남지동, 상복동, 성산동, 신촌동 양곡동, 완암동, 웅남동, 월림동, 적현동, 창곡동 |
| 중앙동   | 내동, 외동, 중앙동, 대원동, 두대동, 삼동동, 덕정동                                                    |
| 용지동   | 신월동, 용지동, 용호동, 반송동(일부)                                                                  |

## 역사
- 청동기시대 : 창원분지 중심지 일대 취락 형성(지석묘, 석관묘, 패총 등)
- 삼한시대 : 변한 일부 (철기문화 - 야철지)
- 통일신라시대 : 의안군
- 고려시대 : 의창현
- 조선시대 : 창원도호부(태종 8년, 1408)
- 조선시대 : 창원대도호부(선조 34년, 1601)
- 조선시대 : 창원군(고종 32년, 1895)
- 대한제국시대 : 창원부(광무 3년, 1899)
- 1976년 9월 1일 : 창원지구 출장소 설치
- 1980년 4월 1일 : 창원시 승격
- 2010년 6월 7일 : 행정구 설치 행정안전부 승인
- 2010년 7월 1일 : 창원시 성산구 개청